# Reinhold Wittig

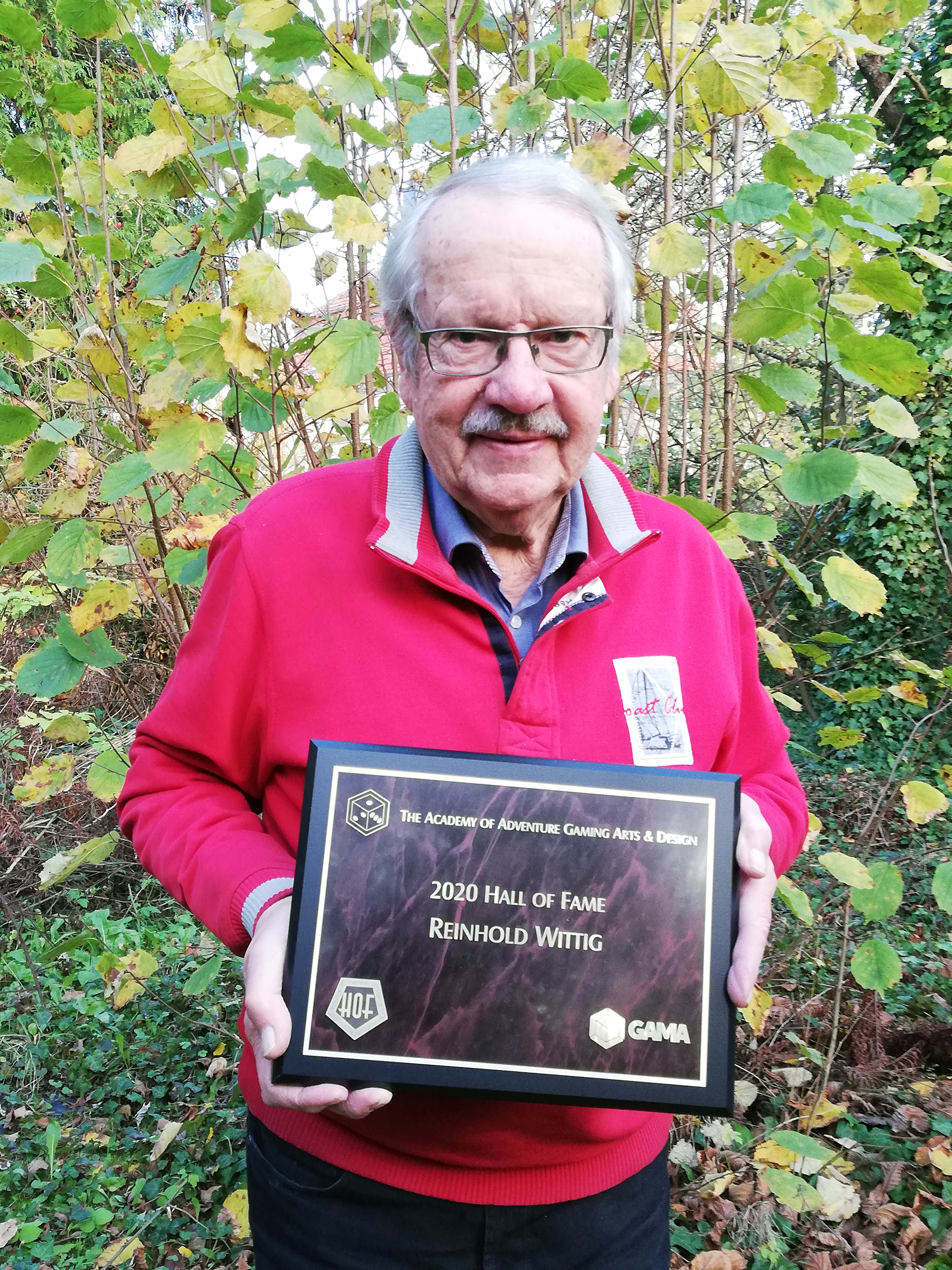
Reinhold Wittig 2020 nach der Aufnahme in die Hall of Fame der Academy of Adventure Gaming Arts & Design

Reinhold Alex Wittig (* 2. Januar 1937 in Göttingen) ist ein deutscher Künstler und Spieleautor sowie Planeten-Geologe.

## Leben und Wirken

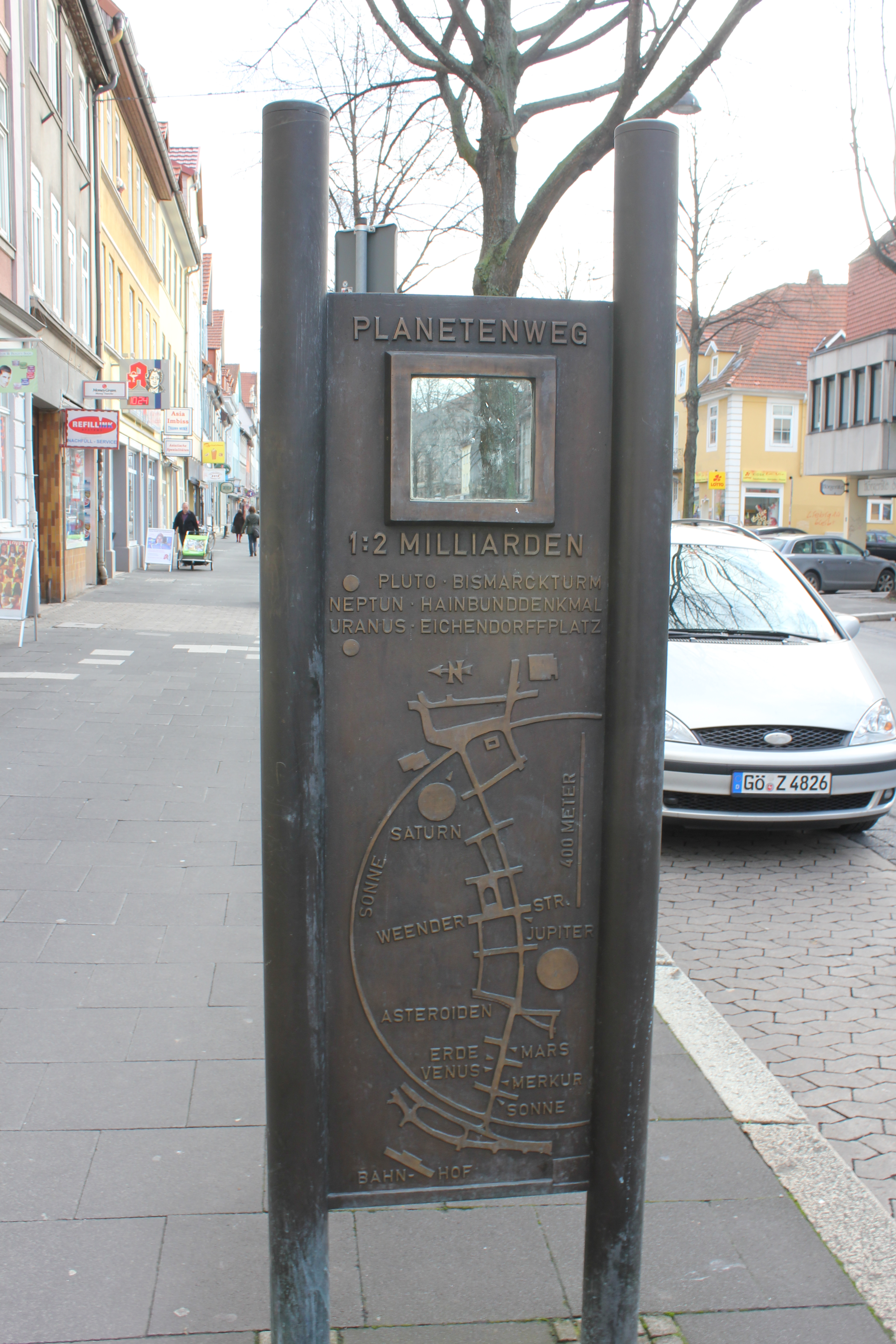
Bronze gegossene Stele von Reinhold Wittigs Planetenweg in Göttingen (Goetheallee)

Reinhold Wittig ist der Sohn des Feinmechanikers Carl Wittig und dessen Frau Magda, geb. Müller.
Wittig studierte 1957–1963 Geologie, promovierte 1969 zum Dr. rer nat. und war hauptberuflich bis zu seiner Pensionierung 2002 als Akademischer Oberrat am Geologischen Institut der Georg-August-Universität Göttingen beschäftigt. Er war in erster Ehe bis 1983 mit Erika Werdermann (* 1938) verheiratet. Seit 1985 ist er in zweiter Ehe mit Karin Mieth (* 1958) verheiratet.
Nachdem sich Wittig bereits seit 1957 mit der Entwicklung von Spielen und Spielobjekten beschäftigte gründete und leitete ab 1976 den Spielekleinverlag Edition Perlhuhn. Zusammen mit dem kleinen Kunsthandwerks-Familienbetrieb Driehoek im Norden Namibias wurde zudem ein afrikanischer Ableger des Verlags als Namibian Games gegründet. In der Herstellung werden Buschleute beschäftigt, die auch an der angepassten „afrikanischen“ Konzeption beteiligt werden. So werden z. B. landestypische Materialien genutzt, wie Lederspielpläne, Schnitzereien aus Weichholz, Makalani-Nüsse oder Schmucksteine.
Ursprünglich zusammen mit seiner Ehefrau organisierte er von 1983 bis 2016 das jährlich stattfindende Göttinger Spieleautorentreffen. Aus dem Treffen gingen 1991 der Verein Spiele-Autoren-Zunft sowie das Fachblatt Spiel & Autor hervor. In diesem Zusammenhang wurde auch der von Wittig geprägte Begriff des „Spieleautors“ bekannt, der 1988 dazu führte, dass der Name eines Spieleautors nicht mehr verborgen, sondern oben auf der Schachtel erscheint.
Weiterhin tritt Wittig regelmäßig als Bildender Künstler in Göttingen in Erscheinung. Außerdem ist Wittig seit 1956 Puppenspieler und Marionetten-Sammler sowie bekannter Sammler von Brotschneidemaschinen.

## Wittig als Spiele-Erfinder
Am 26. September 1976 gründete Wittig den Spielekleinverlag Edition Perlhuhn. Inzwischen sind dort über 100 Spiele erschienen, von denen mehrere durch die Jury Spiel des Jahres ausgezeichnet wurden. Seit den 1980er Jahren wurden auch Spiele von fremden Autoren ins Programm aufgenommen. Der Sitz der Edition Perlhuhn „Spiel und Kunst“ war ursprünglich Göttingen und ist Dreieich.

### Auszeichnungen

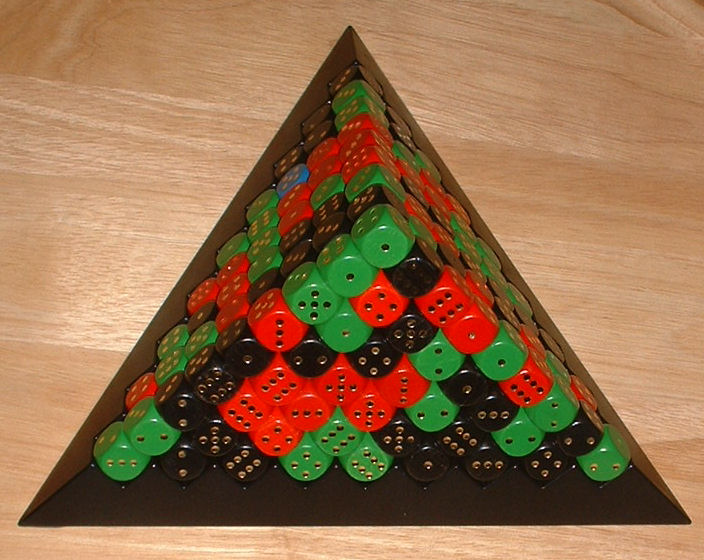
Würfelspiel Das Spiel

Neben der Verleihung der Ehrenmedaille der Stadt Göttingen im Jahr 2003 erhielt Wittig für folgende Spiele diverse Auszeichnungen:
- Spiel des Jahres – Sonderpreis „Schönes Spiel“
  - 1980 Das Spiel
  - 1983 Wir füttern die kleinen Nilpferde
  - 1986 Müller & Sohn
  - 1993 Kula Kula
  - 1994 Doctor Faust

- Spiel des Jahres
  - 1981 Ombagi: Auswahlliste
  - 1982 Baubylon: Auswahlliste
  - 1983 Riombo: Auswahlliste
  - 1987 Maritim: Auswahlliste
  - 1990 Dino: Auswahlliste

- Kinderspiel des Jahres
  - 2007 Cornu: Empfehlungsliste

- Essener Feder
  - 1991 Hotu Matua

- MinD-Spieletipp
  - 2013 Moguli

2020 wurde Wittig in die Hall of Fame des Origins Award aufgenommen.

## Wittig als Künstler
Reinhold Wittig ist Initiator des von ihm geschaffenen und 2003 eingeweihten Göttinger Planetenweges sowie Initiator des Göttinger Kunstmarkts. Für die Haupteingangsstraße in der Innenstadt von Göttingen, die Weender Straße, schuf Wittig 1974 als beispielhaftes Spielobjekt im Öffentlichen Raum die „Spiellokomotive“. Für den Göttinger Geopark im Umfeld des Geowissenschaftlichen Zentrums der Universität Göttingen entwarf er 1990 die steinerne Installation „König Artus Tafelrunde“.

## Schriften
- (als Herausgeber): Göttinger Lesebuch zum Planetenweg. Planet Poster Edition, Göttingen 2003, ISBN 978-3-933922-96-0.